# Грандидье, Филипп-Андре
Филипп-Андре Грандидье (фр. Philippe-André Grandidier; 29 ноября 1752, Страсбург, Эльзас — 11 октября 1787, Зундгау, Эльзас) — французский историк, археолог, бенедиктинский священник, аббат. Королевский историограф.

## Биография
С юности одарённый учёный. В десять лет уже сочинил трактат о мифологии и краткую историю Римской республики. В четырнадцать лет поступил в духовную семинарию и опекался кардиналом Роанна. В восемнадцатилетнем возрасте был назначен архивариусом архиепархии Страсбурга, а в 1777 стал членом 21-го научного общества во Франции и Священной Римской империи.
В знак признания его заслуг он был назначен каноником Страсбурга, и, незадолго до ранней смерти, королевским историографом Эльзаса. Сопровождал кардинала во всех путешествиях и имел возможность посещать и работать в различных иностранных архивах. Папа Пий VI, знакомый с его трудами, призвал Грандидье продолжать работу на благо Церкви.
В 1787 внезапно заболел лихорадкой. Умер 11 октября 1787 в аббатстве в Зундгау (Эльзас) в возрасте 35 лет.

## Труды
Аббат Грандидье был одним из первых исследователей истории масонства, применивший историко-критический анализ имевшихся документов. На основании подлинных документов показал, что общество вольных каменщиков было очень похожим на корпорации каменщиков, существовавших в Страсбурге за три века до того.
Главное его сочинение: «Histoire ecclésiastique, militaire, civile et littéraire de la province d’Alsace» (1787) — первый том церковного и гражданского строительства, военной истории провинции Эльзас, доведенный до VI века, который он посвятил королю Людовику XVI.
Автор нескольких книг, опубликованных между 1776 и 1787 гг., в том числе, двухтомного труда «L’Histoire de l'Église et des princes-évêques de Strasbourg» (Страсбург, 1776-78), исследования о начальной церковной истории Эльзаса и принцах-епископах Страсбурга с X века, эта книга была очень хорошо принята всеми изучающими историю Церкви.

## Избранные публикации
- Extrait de la 3e livraison des vues pittoresques renfermant l’histoire de la vallée de Lièpvre, Sainte Marie-aux-Mines, 1807.
- Histoire ecclésiastique, militaire, civile et littéraire de la province Alsace, Strasbourg, 1787, Loreneii et Schulerri, tome 1 et Levrault, tome II
- Histoire de l'Église et des princes-évêques de Strasbourg, jusqu'à nos jours, 2 tomes, Strasbourg, 1776, Imprimerie Levrault.
- Notice sur la vie et les ouvrages d’Otfried, 1778.
- Essais historiques et topographiques sur l'église cathédrale de Strasbourg, 1782.
- Mémoire sur l'état ancien de Strasbourg, 1778.
- Description historique et topographique de quelques villes et bourgs, ainsi que des principaux endroits de l’Alsace et autres lieux des pays voisins ayant fait partie du diocèse de Strasbourg.
- Vues pittoresques de l’Alsace, gravures de Walter, Paris, 1785.